# Мітрідат Євпатор
Мітрідат VI Євпатор (дав.-гр. Μιθραδάτης Στ 'Εὐπάτωρ, лат. Mithridates) або Мітрідат Понтійський (латинська форма), також мав прізвиська Діоніс (дав.-гр. Διόνυσος) і Великий (132 до н. е., Синоп, Понтійське царство — 63 до н. е., Пантікапей, Боспорське царство) — цар Понту, що правив в 120 до н. е. — 63 роки до н. е. Августин називає Мітрідата «царем Азії» (лат. rex Asiae).
Після загибелі батька йому довелося покинути батьківщину, бо мати не бажала бачити старшого сина новим правителем. Повернувшись додому і ставши царем він почав розширювати початкові володіння, підпорядкувавши своїй владі Колхіду, Боспор, Пафлагонію, Каппадокію і Галатію. Після цього він переключив свою увагу на Віфінське царство, яке було останнім незалежним сусідом Понту та пов'язаним інтересами з Римом.

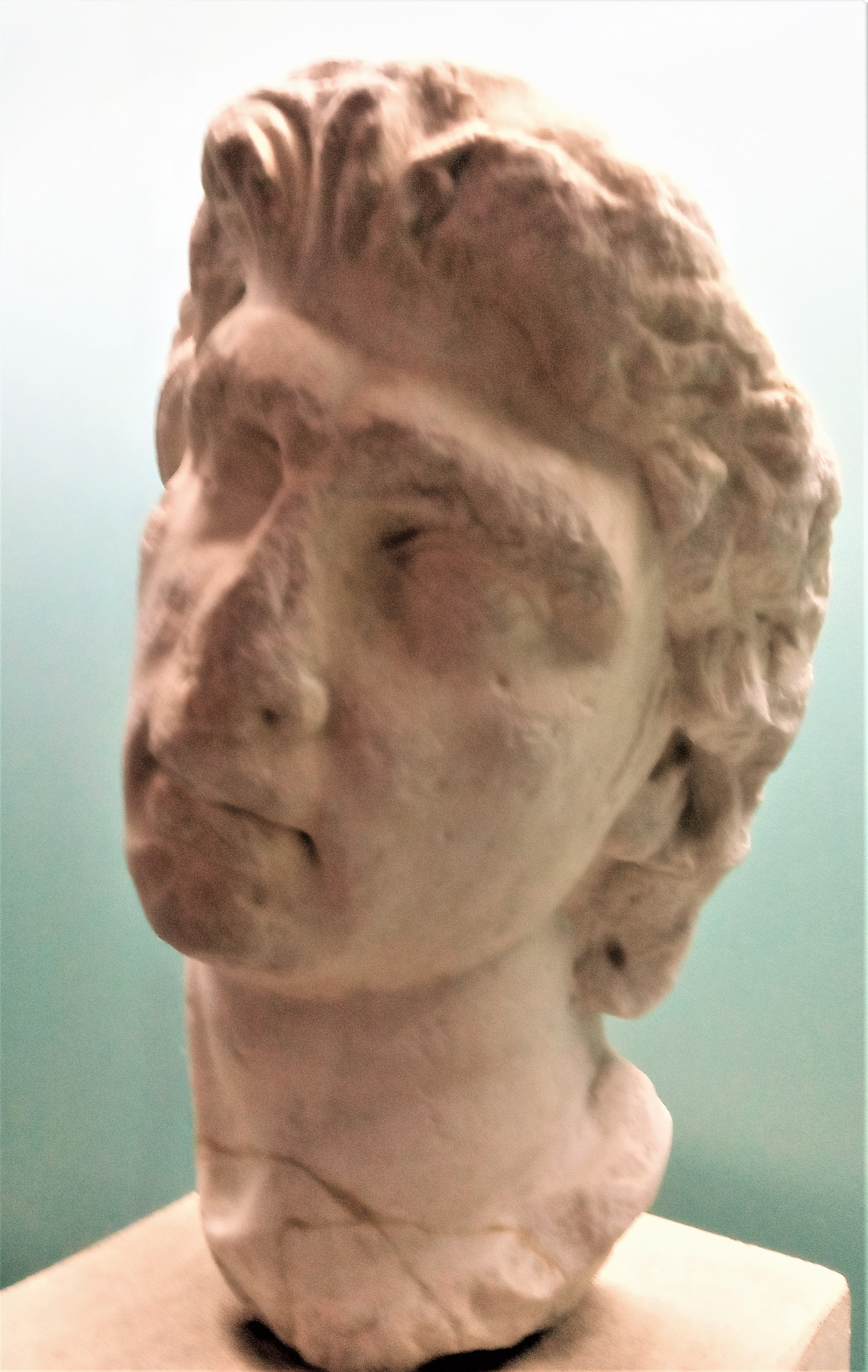
Мітрідат VI. Одеський археологічний музей НАН України

Понтійські царі вже давно мали претензії до Римської республіки, і Євпатор тричі боровся з цією державою. Він вступав у двобій на полях битв з найбільшими полководцями тієї епохи: Суллою, Лукуллом і Помпеєм. Але в підсумку Мала Азія дісталася спадкоємцям Ромула і Рема, що здолали останнього великого царя елліністичного Сходу.

## Юність

### Походження
Мітрідат народився у місті Синопі , розташованому на узбережжі Чорного моря, місто належало Понтійському царству. Був первістком понтійського царя Мітрідата V Евергета (правив в 150—120 р. до н. е.) та його дружини Лаодіки VI.

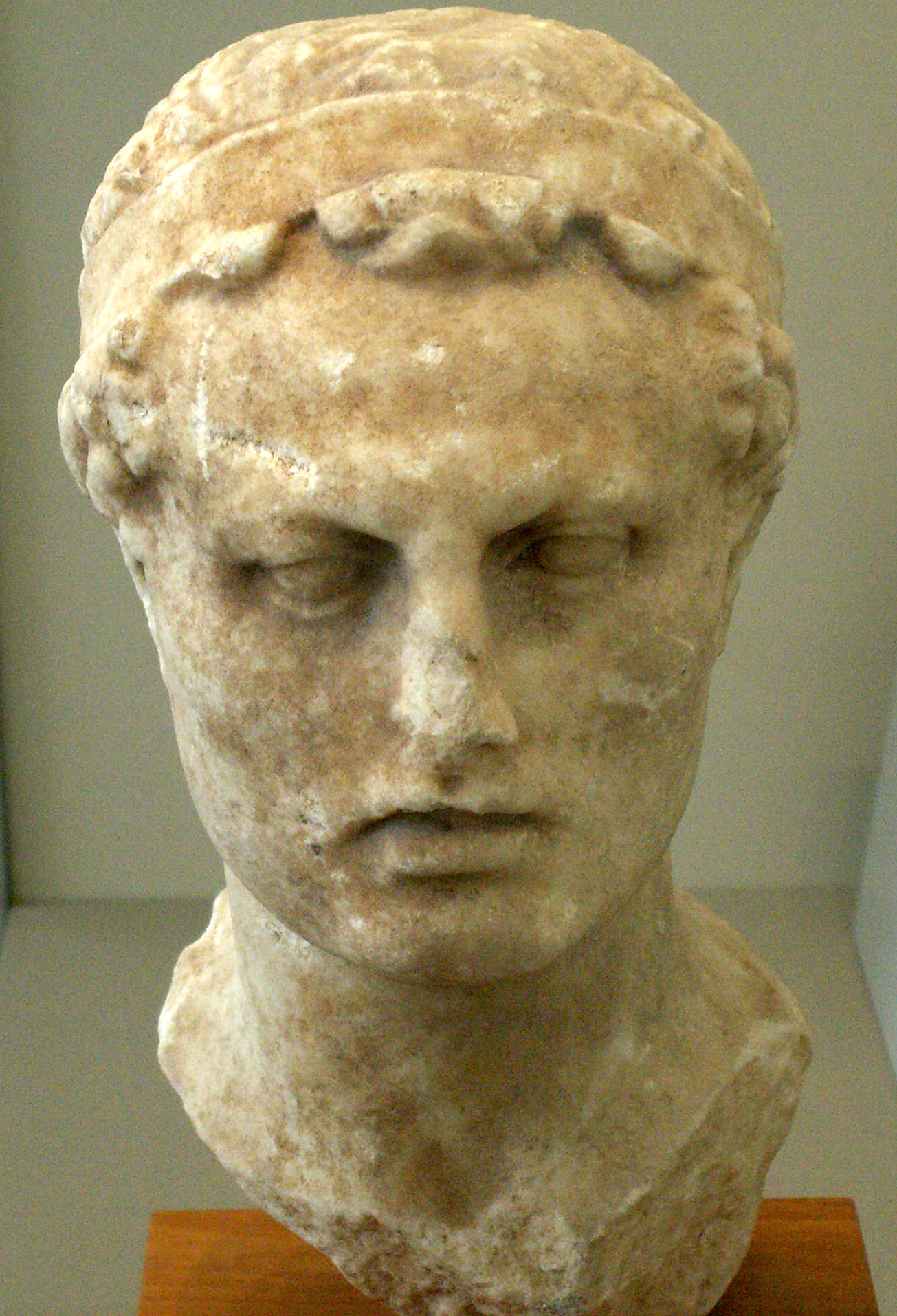
Дід Мітрідата VI — Антіох IV

Предками Мітрідата Євпатора були представники шляхетних македонських і перських родів:
- Лаодіка VI була дочкою правителя держави Селевкідів Антіоха IV і його рідної сестри Лаодіки IV з греко-македонської династії Селевкідів, засновник якої Селевк I Нікатор був одним з полководців і діадохів Александра Македонського.
- Мітрідат V Евергет був спадкоємцем царя Понта Фарнака I і його кузини Ніси. Засновником династії понтійських царів був Мітрідат I Ктіст — родич перського царя Дарія III [4] від якого пішло шість поколінь понтійських царів (Плутарх згадує про вісім правителів елліністичного Понту [5]). У свою чергу, Дарій III вів свій рід від Отана (учасника вбивства царя Гаумати), чиї спадкоємці довгий час були сатрапами Каппадокії. Таким чином, царі Понту мали обґрунтоване право вважати себе наступниками як Ахеменідів, так і Отанідів [6].

### Виховання
Вихованням царевича керувала його мати Лаодіка VI, і відповідно до звичаїв він навчався разом з персами і греками. Під час навчання він показав свою високорозвинутість, перевершивши інших у вивченні грецької писемності, культури і релігії . Крім цього він з великим задоволенням займався військовими вправами, їздою верхи і полюванням на диких звірів, які входили в обов'язкову програму навчання представників знатних перських родів .

## Здобуття престолу
Царя Мітрідата V Евергета отруїли його суперники в 120 році до нашої ери в місті Синопі . Царство перрейшлло  під спільне правління Лаодіки VI, Мітрідата і його молодшого брата Мітрідата Хреста. Сини не досягли повноліття, і в якості регента країною управляла їхня мати . Регентство Лаодіки тривало з 120 по 113 рік і було відзначене інтригами проти старшого сина Євпатора і піднесенням молодшого сина Мітрідата Хреста.
Старший син Евергета мав підстави остерігатись матері, бо вбивство царських родичів було звичною справою в державах еллінізму. Правителька Сирії Клеопатра Теа вбила свого чоловіка та після чого правила країною від імені рідних дітей. Це не завадило їй вбити старшого сина Селевка V (який заявив про право на престол), і спробувати отруїти молодшого — Антіоха VIII Гріпа. А вдова царя Каппадокії Аріарата Філопатора Ніса заради продовження своєї влади вбила своїх п'ятьох синів .
Побоюючись за своє життя, старший син Евергета втік у Малу Вірменію, правитель якої Антіпатр прийняв його під своє заступництво і пізніше навіть заповів власні володіння. Між 116—113 роками до н. е. Мітрідат повернувся в Понт і був проголошений царем. Спочатку він нібито пощадив своїх матір і брата і зберіг їм життя. Однак пізніше Лаодіка VI померла у в'язниці чи то з природних причин, можливо була вбита за наказом сина. Хрест в 113 році був убитий за участь в змові проти брата-правителя. Після їхньої смерті Євпатор влаштував урочистий похорон .
За перським звичаєм Мітрідат одружився зі своєю юною сестрою Лаодікою , тим самим зберігаючи чистоту правлячої династії. У свою чергу дружина була співправителем, і отримувала можливість захистити права законних дітей царя.

## Розширення володінь

### Боротьба зі скіфами
З союзного Херсонесу Мітрідат отримав благання про допомогу в боротьбі зі скіфами, бо наявний понтійський загін не міг їх здолати. Цар відправив туди свого полководця Діофанта з 6 тисячами воїнів. Висадившись на узбережжі понтійці зуміли розбити 50-тисячне військо роксоланів- колишніх союзниками скіфського царя Палака. Після цього племена таврів були підпорядковані понтійцям, а на їхніх володіннях була закладена фортеця Евпаторій .
Після цього Діофант відплив у сусіднє Боспорське царство для переговорів з царем Перісадом V. Повернувшись у Херсонес, то полководець навесні 111 року здолав захопити кілька скіфських міст, включаючи їх столицю Неаполь Скіфський. Приводом до цього стали претензії братів Палака на престол і відмова Боспора виконувати союзний договір. Після цього понтійський генерал повернувся на батьківщину, а Херсонес і Ольвія визнали владу Мітрідата .

### Останній Спартокід
Вирісший при дворі Парісада, Діофант мав великий вплив на Боспорі, і з його допомогою було досягнуто згоди про спадкування царства Євпатором. Але цим була незадоволена скіфська аристократія на чолі з Савмаком, який вбив боспорського державця. Заколотників підтримала тільки західна частина царства, а східна зберегла вірність Мітрідату. Діофанту довелося відплисти з Пантікапея в Херсонес, а відтак заручившись підтримкою городян — вирушити на Понт .
Навесні 108 року військо понтійського стратега виступило з Херсонеса і до початку 107 року до н. е. захопило Феодосію і Пантікапей. Савмака було захоплено в полон і відправлено на материк зі скіфськими вождями були укладені союзні договори, а в фортецях розмістилися понтійські гарнізони .

### Приєднання Колхіди
Грецький світ вже давно був знайомий з Колхідою та дорогами якої поверталися додому учасники походу десяти тисяч. І понтійці з другої половини IV століття до н. е. торгували з жителями цієї країни. До I століття до н. е. Колхіда являла собою роздроблену державу без централізованого управління. На узбережжі розташовувалися античні міста, а залишені володіння були розділені на скіптухії, та які номінально підкорялися колхідському царю .
Отримавши під свою владу Малу Вірменію, Євпатор направив до Колхіди власні війська, які зайняли долину Фасіаса. Там перебувала столиця царства, і підпорядкувавши її, Мітрідат оголосив себе спадкоємцем колхідських правителів і перських сатрапів, тим самим приєднавши племена на південь від Фасіаса. На півночі від Фасіаса жили місцеві царі з династії Аетидів, і в боротьбі з ними Мітрідат використовував як військову силу, так і підкуп .
В результаті країна була підкорена між 105-90 роками і перетворена в сатрапії. На чолі її було поставлено сина понтійського царя Аркафія, який керував нею до початку 80-х років до н. е. На території Колхіди розміщувалися гарнізони, а грецькі міста увійшли до складу Понта в якості самостійних одиниць та отримавши право випускати власну мідну монету .
Страбон повідомляє наступне:
 Мітрідат Євпатор став владикою Колхіди і всіх цих країн, відданих йому Антипатром, сином Сісіди. Мітрідат виявляв таку велику турботу щодо цих областей, що побудував там 75 укріплень, де і зберігав більшу частину своїх скарбів.
— Страбон. «Географія» Книга XII. Глава III

## Азійські справи

### Передісторія
До початку правління Мітрідата Євпатора, Римська республіка мала великий вплив на всю Малу Азію. Боротьба з Селевкідами дозволила їй заручитися підтримкою місцевих держав та особливо тісно з Римом співпрацювали Пергамське царство і Віфінія.
Навесні 133 року до н. е. помер бездітний цар Пергама Аттал III, який заповів свою батьківщину Риму. З цим не погодився його незаконнонароджений син Арістонік та який організував потужний заколот. У його придушенні брали участь як римські війська, так і воїни сусідніх царств. За допомогу в придушенні повстання їх правителі отримали хороші дари: понтійський цар Мітрідат V Евергет опанував Великою Фригією, сини правителя Каппадокії Аріарата отримали Лікаонію і частину Кілікії, а Віфінії дісталася частина Фригії. На залишеній частині Пергама була створена римська провінція Азія, до якої була додана відірвана від Родоса Карія .
Вбивство Мітрідата Евергета викликало розмови про вигоду цієї події Вічному місту. Вдова царя Лаодіка в 120/119 році до н. е. відмовилася від контролю над Великою Фригією, яку римляни зробили вільною, але в 116 році демонстративно приєднали до своїх володінь . З цього моменту римські і італійські лихварі ще більш активно почали прибирати до своїх рук економіку Малої Азії, викликаючи ненависть місцевого населення . Таким чином, Мітрідат VI не міг байдуже дивитися на ситуацію в цьому регіоні.

### Альянс з Віфінією
У 109—108 рр. Мітрідат разом з декількома друзями вирушив у таємну поїздку по Пафлагонії, Віфінії і римської провінції Азія. Так він зміг отримати дані про стан справ в цих областях, а також заручитися підтримкою частини місцевих еліт . Крім цього був укладений союз з правителем Віфінії Нікомедом III. Повернувшись додому, Діоніс зміг розкрити змову, складену його дружиною Лаодікою. За це вона була страчена.
Після цього Діоніс наказав організувати військові навчання, і в 106/105 році війська Понта і Віфінії захопили Пафлагонію. Місцевий царський рід недавно припинився, а місцеві династи (правителі, які підпорядковувалися цареві, і котрі володіли військовою і цивільною владою в наданій області ) не змогли чинити серйозного опору. Країна була розділена таким чином: до Понту відходило узбережжі до Гераклеї Понтійської і долина річки Амній, а Віфінія отримувала внутрішні райони .
Місцеве населення просило Рим чинити тиск на окупантів. Його посли прибули до дворів обох правителів, але Мітрідат і Нікомед не бажали відмовлятися від захоплених земель. Втім, Рим був зайнятий війнами з кімврами, і не відреагував серйозним чином на політичні зміни на сході .

### Каппадокійський трон

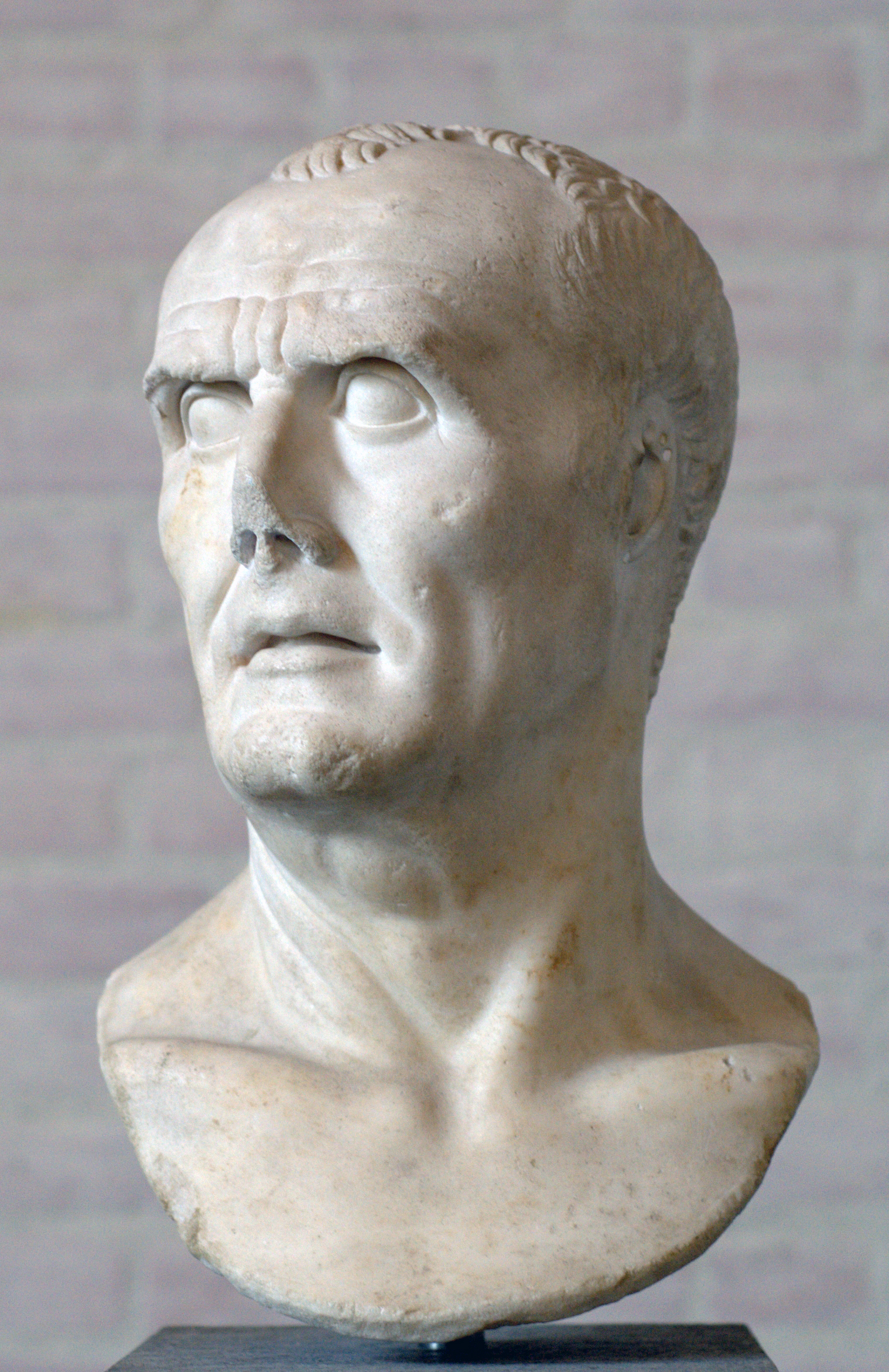
Бюст Гая Марія

До походів Александра Македонського Каппадокія і Понт входили в єдину сатрапію, і зв'язок між ними завжди був міцний. Засновник понтійської династії Мітрідат Ксіст спочатку володів частиною Каппадокії, і ця область здавна цікавила його наступників. Місцевий цар Аріарат VI в 116 році був убитий магнатом Гордієм, союзником Мітрідата Євпатора.
Країною від імені малолітнього сина покійного Аріарата VII почала правити його вдова — сестра Мітрідата Лаодіка Каппадокійська . Однак в 103/102 рр. відбулося вторгнення Віфінських військ. Євпатор направив на допомогу своїй родичці військо, але вона відмовилася від цього дару вийшовши заміж за Нікомеда. Судячи з усього, правителька побоювалася свого жорстокого родича, який міг повністю позбавитися від царської династії Каппадокії, і приєднати її до своїх володінь. Однак Діоніс заявив про намір захистити права Аріарата VII, і понтійці швидко очистили країну від інтервентів .
Після цього понтійський владика попросив племінника повернути в країну Гордія, а почувши відмову — почав війну. Євпатор зібрав велике військо: 80 000 піхотинців, 10 000 вершників і 600 серпоносних колісниць, але і у Аріарата була така ж сильна армія. Тоді цар вирішив хитрістю виграти війну:
| Ліві лапки | Він схилив юнака на переговори і перед ним, сховавши під одягом кинджал. За царським звичаєм Аріарат послав до Мітридата людину, яка повинна була його обшукати. Коли ця людина стала особливо ретельно обмацувати у Мітрідата нижню частину живота, Мітрідат сказав, що боїться, як би обшукувач не знайшов там кинджала зовсім іншого роду, ніж той, який він шукає. Так, прикривши підступність жартом, Мітрідат відкликав Аріарата в сторону від його друзів, як ніби бажаючи щось повідомити йому таємно, і вбив його на очах і свого, і його війська . | Праві лапки |

Після цього каппадокійці відмовилися від опору. Керувати країною в 100 році до н. е. був поставлений син Мітрідата — Аріарат IX Евсевій, а регентом став Гордій. Понтійські намісники почали посилено оббирати населення нової області, чим викликали повстання. Народ закликав на трон брата Аріарата VII — Аріарата VIII. Тому вдалося на час вигнати понтійців, але пізніше він втік з країни і помер від хвороби .
Нікомед відправив у Рим Лаодіку, яка говорила про наявність ще одного сина від шлюбу з Аріаратом VI. А Діоніс стверджував, що Аріарат IX — син царя Каппадокії Аріарата V . В цей час Діоніс зустрівся з колишнім римським консулом Гаєм Марієм, який сказав царю:  "Або постарайся накопичити більше сил, ніж у римлян, або мовчи і роби, що тобі наказують  " .
Сенат випустив спеціальну постанову, за якою землі Пафлагонії і Каппадокії повинні були бути залишені віфінцями і понтійцями. Місцеве населення отримувало свободу, але каппадокійці 96 року до н. е. е. провели вибори нового царя. Незважаючи на участь Гордія, а в них переміг Аріобарзан I, що дотримувався проримської політики.
У 94 році до н. е. Мітрідат зміг укласти союз з правителем Вірменії Тиграном II, видавши за нього свою дочку Клеопатру. Після цього він попросив союзника повернути престол Каппадокії своєму синові Аріарат та на що отримав згоду. Військо під керівництвом Гордія швидко вигнало ставленика римлян, але римський полководець Сулла зміг повернути престол Аріобарзану. Мітрідат вирішив не чинити опору представникам Вічного міста .

### Віфінська смута
У 94 році до н. е. несподівано помер цар Віфінії Нікомед III, який залишив двох позашлюбних дітей : Нікомеда IV і Сократа. Новим правителем став перший з них, і незабаром після цього загинула дружина покійного Лаодіка та його сестра. Філопатор одружився з дочкою Аріарата VI і Лаодіки Нісі, яка змогла налаштувати чоловіка проти Сократа, і той втік в Понт, де отримав прізвисько Хрест ( Добрий ) .
Покровитель політичного біженця не залишився в боргу: на Філопатора було скоєно замах, але найманий вбивця Олександр не зміг виконати поставлене завдання . Сократ відправив у Рим послів, які оголосили про його права на престол Віфінії, але ця затія не увінчалася успіхом, а з промовою на захист Нікомеда виступив сенатор Квінт Гортензій Гортал. Після цього Сократ виявився в рідному місті Кізік, де вбив власну сестру. Викликавши невдоволення городян, то він повернувся в Понтійське царство, при цьому уникнувши полону воїнами Нікомеда.
У 91 році до н. е. Євпатор надав вигнанцеві гроші і війська, і той зміг вигнати свого зведеного брата. Одночасно війська Мітрідата і Тиграна вторглися в Каппадокію і знову вигнали звідти Аріобарзана. Повалені правителі постали перед Сенатом, який ухвалив консуляр у Маній Аквілі і наміснику провінції Азія Луцію Касію надати військову допомогу державцям. Мітрідату було наказано сприяти цьому, але він відмовився,а нагадавши про відібраних у Понта Фригію та Каппадокію . Але незабаром він змінив своє рішення: Сократ був убитий, а римські посли могли відправитися в Понт, щоб переконатися в мирних намірах його царя.
Віфінія і Каппадокія були повернуті колишнім господарям римською зброєю, хоча довелося також використовувати галатів і фригійців. Незважаючи на відновлення статусу-кво, стан справ не влаштовував ні Мітрідата, ні Рим .

## Перша Мітрідатова війна

### Провокація
Покінчивши з прихильниками Хреста, Віфінський цар зіткнувся з великими боргами римським посадовим особам і лихварям. Але ця дилема мала просте рішення: Нікомед повинен був вторгнутися в Понт. Натомість республіка захистить його від відповідної реакції Мітрідата, а Філопатр поповнить свою казну .
Віфінці пограбували місцевість аж до Амастриї, а флот блокував Боспор Фракійський, завдавши сильної шкоди ворожій торгівлі. Мітрідат наказав своїм військам не чинити опору і відступати, дозволивши агресорам повернутися додому. Після цього він відправив до римлян Пелопіда. Посол зажадав, щоб вони втрутилися в конфлікт, що розгорається, вплинувши на Нікомеда або дозволивши понтійцям завдати у відповідь удар. На це він почув таке:  Ми б не хотіли, щоб і Мітрідат зазнав чогось неприємного від Нікомеда, але ми не потерпимо, щоб проти Нікомеда була розпочата війна: ми вважаємо, що не в інтересах римлян, щоб Нікомед зазнав збитків ' '.

### Боротьба з Нікомедом
Керівництво провінції Азія сформувало три армії, в які увійшли 40 000 піхотинців і 4000 вершників. Рекрути набиралися з Віфінії, Галатії, Каппадокії і Пафлагонії. Військо під владою Касія зайняло місце біля кордону Віфінії і Галатії, Аквілій розташувався в Віфінії, а полководець Квінт Оппій — в Каппадокії, римський флот під командуванням Мінуція Руфа і Гая Попілія розташувався у Візантія, блокувавши вхід в Егейське море .
Мітрідат володів армією в 250 000 піхотинців і 40 000 вершників, а також флотом, який налічував 300 військових судів. Крім цього присутні допоміжні війська: Аркафій привів з Малої Вірменії 10 000 вершників, а також 130 бойових колісниць . Також Понт мав численних союзників: Єгипет, Сирію, Вірменію, Афіни і кілікійських піратів, а також деякі фракійські племена, хоча в цій боротьбі допомогу змогли надати лише деякі з них.
Нікомед, що зібрав 50 000 піхотинців і 6000 одиниць кавалерії, попрямував в Понт. Царський полководець Архелай зустрів супротивника біля річки Амній. Понтійці поступалися в чисельності, і відразу зайняли крутий пагорб. Але віфінці відразу атакували їх і змусили до втечі. Брат Архелая Неоптолем був відправлений на виручку відступаючим, але люди Нікомеда продовжували наступ. Бачачи це, понтійський полководець з частиною піхоти атакував правий фланг, засмучений через переслідування втікачів. Переслідування припинилося, і тоді Архелай сам почав відступати, даючи можливість Неоптолему і Аркафію повернутися на поле бою. Після цього він направив на ворога серпоносні колісниці, які і вирішили результат бою. Нікомед біг в Пафлагонію, залишивши переможцям свій табір і скарбницю. Віфінське військо після опору здалось в полон. Мітрідат пощадив бранців, і, давши грошей на зворотній шлях, відпустив їх додому .

### Захоплення Малої Азії

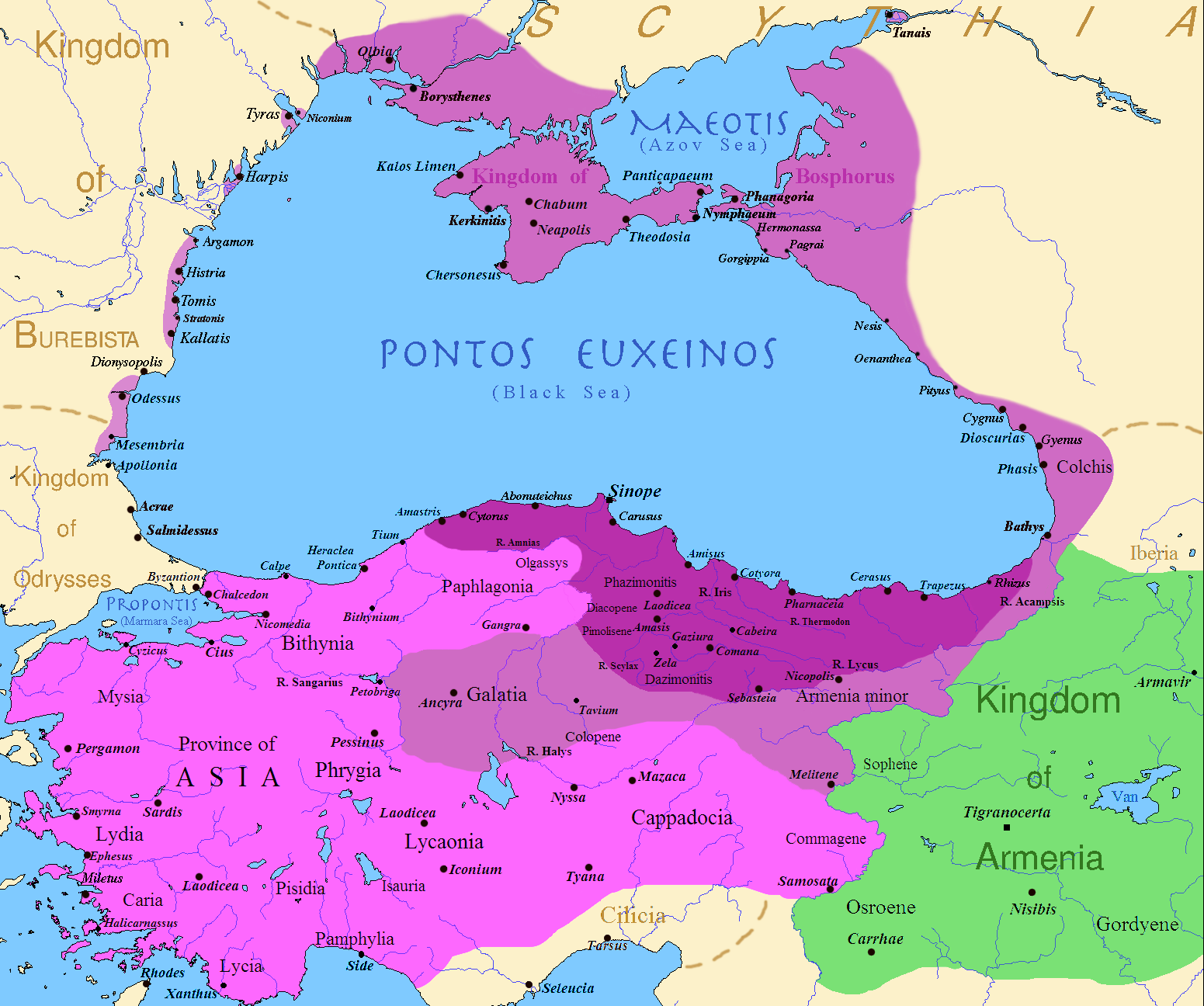
Світло-рожевим кольором вказані землі, захоплені Мітрідатом в ході війни до 88 року до н. е ..

Римляни вибрали невдалий час для боротьби з понтійським правителем: в Італії не закінчилася Союзницька війна, а в самому місті йшла боротьба між прихильниками Гая Марія і Сулли. До Мітрідата прибули представники італійських племен, які пропонували йому висадитися на їх батьківщині і йти на Рим. Але цар пообіцяв почати цей похід тільки після захоплення Азії .
Маній Аквілій, зустрівшись з Нікомедом вирішив відступати в Пергам. Однак у Пахії він був розбитий Неоптолемом і командиром вірменської кінноти Німаном, після чого втік до міста Мітилена. Дізнавшись про це, загони Касія і Нікомеда стали збиратися у фригійського міста Леонтокефалея. Але насильно покликані місцеві жителі не горіли великим бажанням брати участь у війні, і Кассій розпустив більшу частину війська, після чого разом з Віфінським царем пішов в римську провінцію .
Діоніс розділив свою армію на кілька загонів, після чого почав підкорення півострова. Велика частина грецьких міст без бою перейшли під його владу, лише кілька з них (Афродісія та ін.) довелося захоплювати. До 88 року до н. е. були захоплені Віфінія, Пафлагонія, Фригія, Мізія, Памфілія, Лікаон, Лідія, Іонія, Карія, Галатія. Тим самим Євпатор зміг здійснити мрію понтійських царів, які з III століття хотіли возз'єднати ці землі під єдиною владою. Своєю столицею він обрав Пергам, куди переніс резиденцію, і де почав карбувати царську монету за особливій пергамській ері. На цих монетах він використовував титули  Великий  (дав.-гр. Μέγας) і  Цар царів  (дав.-гр. Βασιλεύς βασιλεῶν), останній з яких мав перські коріння .
Цар вельми милостиво ставився до грецького населення підкорених земель, і прагнув утримати поточну довіру. Збільшувалися привілеї полісів, були звільнені раби і прощені державні і приватні борги на п'ятирічний термін. У той же час відбувався переділ власності, що викликало невдоволення у аристократії і заможних городян, а призначені в міста тирани також думали про простих людей. На випадок повстання, поряд з ключовими містами на царській землі розташовувалися військові колонії-катойкії і клерухії, в яких жили понтійські воїни .

### Ефеська вечірня
З римлянами Мітрідат вибрав іншу тактику. Полонений Квінт Оппій був змушений супроводжувати його в походах, а Люцій Кассій був страчений, але найжорстокіше покарання отримав Аквілій, який виданий мітиленцями:  Його, зв'язаного, він усюди возив на віслюку, оголошуючи глядачам, що це Маній; нарешті, в Пергамі велів влити йому в горло розплавлене золото, з ганьбою вказуючи цим на римське хабарництво  . Лише Родос не визнавав влади царя, і там сховалися Нікомед та інші противники усталеного режиму. Восени 88 року острів зазнав штурму, але наварх Дамагор відбив його, і після чого була встановлена блокада.
У 88 році цар розіслав по всіх своїх володіннях наказ, в якому зобов'язував сатрапів і керівництво міст через 30 днів знищити всіх італіків, незважаючи на вік, стать і соціальний статус. Їх трупи було заборонено ховати, донощиків очікувала нагорода, а хто прихистив жертв і надавав допомогу — покарання. Раби отримували свободу, якщо вбивали своїх італійських господарів, а боржникам прощалася половина боргу. За час цього терору було вбито 80 тис. чоловік (або 150 тис. ), і цим кроком Мітрідат зміцнив свій статус захисника еллінів. У світовій історії ця подія збереглося під ім'ям Азійської (або Ефеської) вечірні .

### Боротьба за Грецію
Захопивши Азію, Мітрідат вирішив приєднати до своїх володінь і Грецію, володіти якою мріяли Ахеменіди. Через Фракію і Македонію просувалася армія під командуванням Аріарата. Флот Архелая контролював чорноморські протоки, Кіклади і Евбею, а союзниками царя були Афіни і багато грецьких міст . До 87 року йому вдалося підкорити Аттику, Беотію, Македонію, Пелопоннес і Південну Фракію, а сам він перетворився в правителя величезної держави, яка охоплювала більшу частину елліністичного світу Східного Середземномор'я .

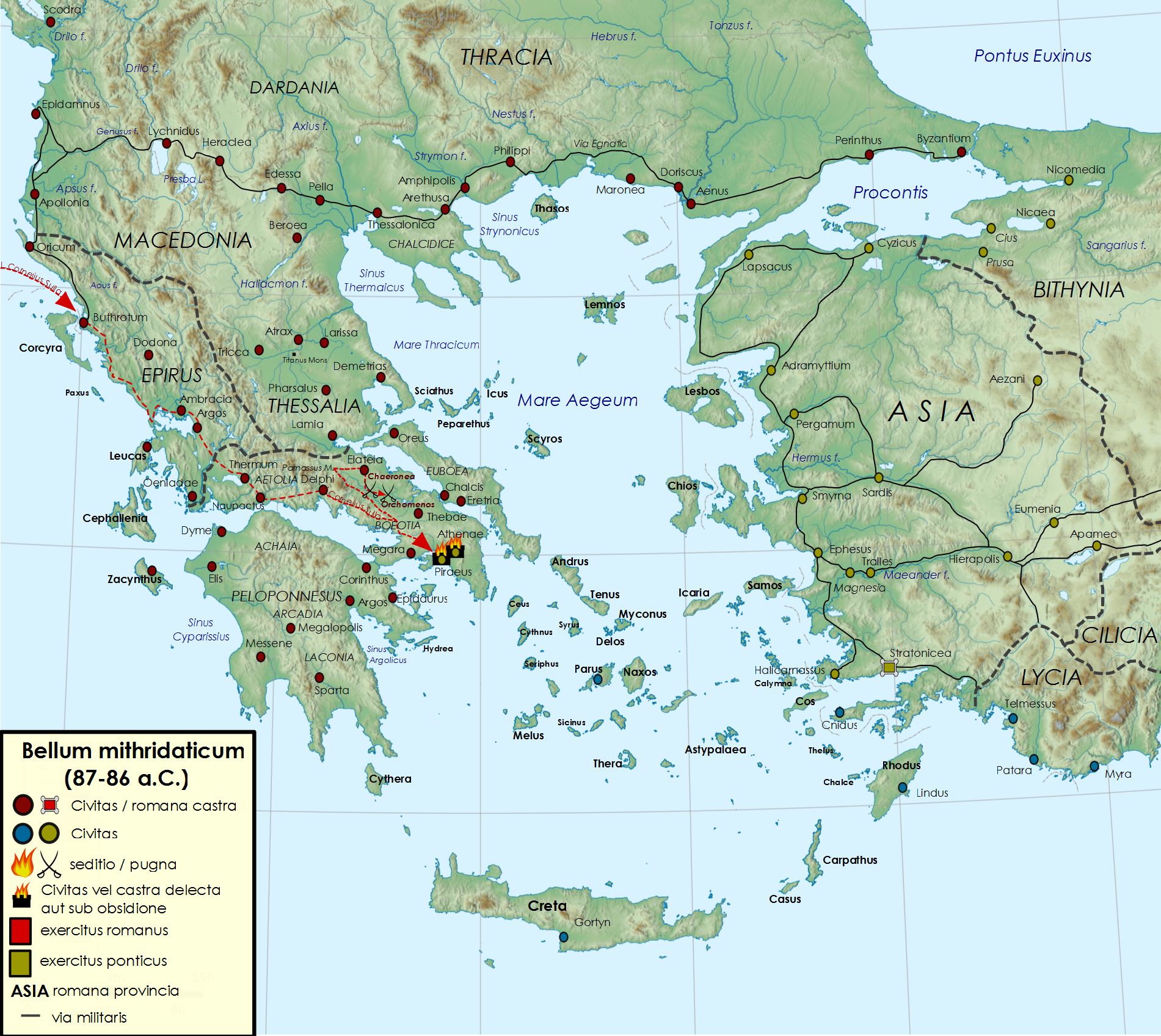
Військові дії в 87-86 році до н. е.

Восени 88 до н. е. в Афіни повернувся їх посланник в Понті — Арістіон, колишній ватажок антиримської партії. В знак особливої прихильності, Євпатор подарував йому перстень зі своїм різьбленим портретом. Арістіон скликав народні збори, на яких було вирішено укласти союз з Понтійським царством, і був обраний стратегом .
Ці новини викликали озлоблення серед багатих колоністів і римських громадян, що проживали на острові Делос. Вони відмовилися визнавати владу Арістіона, і той попросив Мітрідата про військову допомогу, і в 87 році до н. е. в Грецію відплив двохтисячний загін під командуванням Архелая і Митрофана. Вожді римської партії медій, Калліфонт і Філон Ларисський тікали, їх прихильники — страчені або відіслані в Пергам. Делос разом зі скарбницею храму Аполлона Делійського повертався Афінам .
Але римляни не збиралися так просто поступатися своїми землями. Легат намісника Македонії Бруттій Сурра під стінами Дімітріади завдав поразки стратегу Митрофану, а той до цього встиг захопити острів Евбея. Після цього римлянин попрямував в Беотію, але триденний бій з Архелаєм не виявив переможця, то після чого він відступив до Македонії. Восени 87 року на території Греції висадилися п'ять римських легіонів під командуванням Сулли, назустріч якому висунулося військо під командуванням сина Мітрідата Аркафія. Але царський син помер під час переходу, і легіонери вторглися в Беотію .

У битві при Херонеї понтійці були розбиті, і після цього сховалися в Афінах. Частина римлян почала облогу міста, решта була спрямована на штурм Пірея, але ця атака була відбита. Після цього було вирішено почати довгострокову облогу, заради успіху якої полководець був готовий піти на все. Потребуючи грошей для виплати платні та дерева для побудови облогових машин, Сулла направив своїх людей в сусідні храми:
| Ліві лапки | Кафіс прибув в Дельфи, але не наважувався доторкнутися до святинь і пролив багато сліз, оплакуючи при амфіктіонах свою долю. І коли хтось сказав йому, що чув, як зазвучала знаходячась в храмі кіфара, Кафіс, то чи повіривши цьому, то чи бажаючи вселити Суллі страх перед божеством, написав йому про це. Але Сулла глузливо відповів, що дивується Кафісу: невже той не розуміє, що співом висловлюють веселощі, а не гнів, і велів своєму посланцеві бути сміливішими і прийняти речі, які бог віддає з радістю. | Праві лапки |

Сулла відправив свого помічника Луція Ліцинія Лукулла до Лагідів, селевкідів і родосців. З їх допомогою він зміг зібрати флот і почав активну боротьбу в Егейському морі з понтійцями, завдяки чому Афіни втратили доступ до моря. У місті почався сильний голод, а спроби Архелая прорвати блокаду закінчилися невдачею. Арістіон відправив до Сулли послів, які спробували полегшити долю міста розповідями з його давньої історії, пов'язаними з Тесеєм, Евмольпом і Перськими війнами. У відповідь полководець сказав їм:  Ідіть звідси, наймиліші, і всі свої вигадки прихопіть з собою: римляни адже послали мене в Афіни не вчитися, а втихомирювати зрадників .
Римляни почали нічний штурм, і 1 березня вступили в місто. Почалася повномасштабна різанина, а Арістіон втік до акрополя, де протримався кілька днів. Сулла розпорядився стратити всіх офіційних осіб Афін і Арістіона, після чого вивіз 40 фунтів золота і 600 фунтів срібла. Після взяття міста, полководець направив сили на штурм Пірея. Протягом декількох днів в ході кровопролитних боїв римляни зайняли більшу частину порту, і Архелай з рештою військами відплив в Беотію, а потім в Фессалію. Взяття Афін обійшлося Риму в 15 000 — 20 000 осіб .

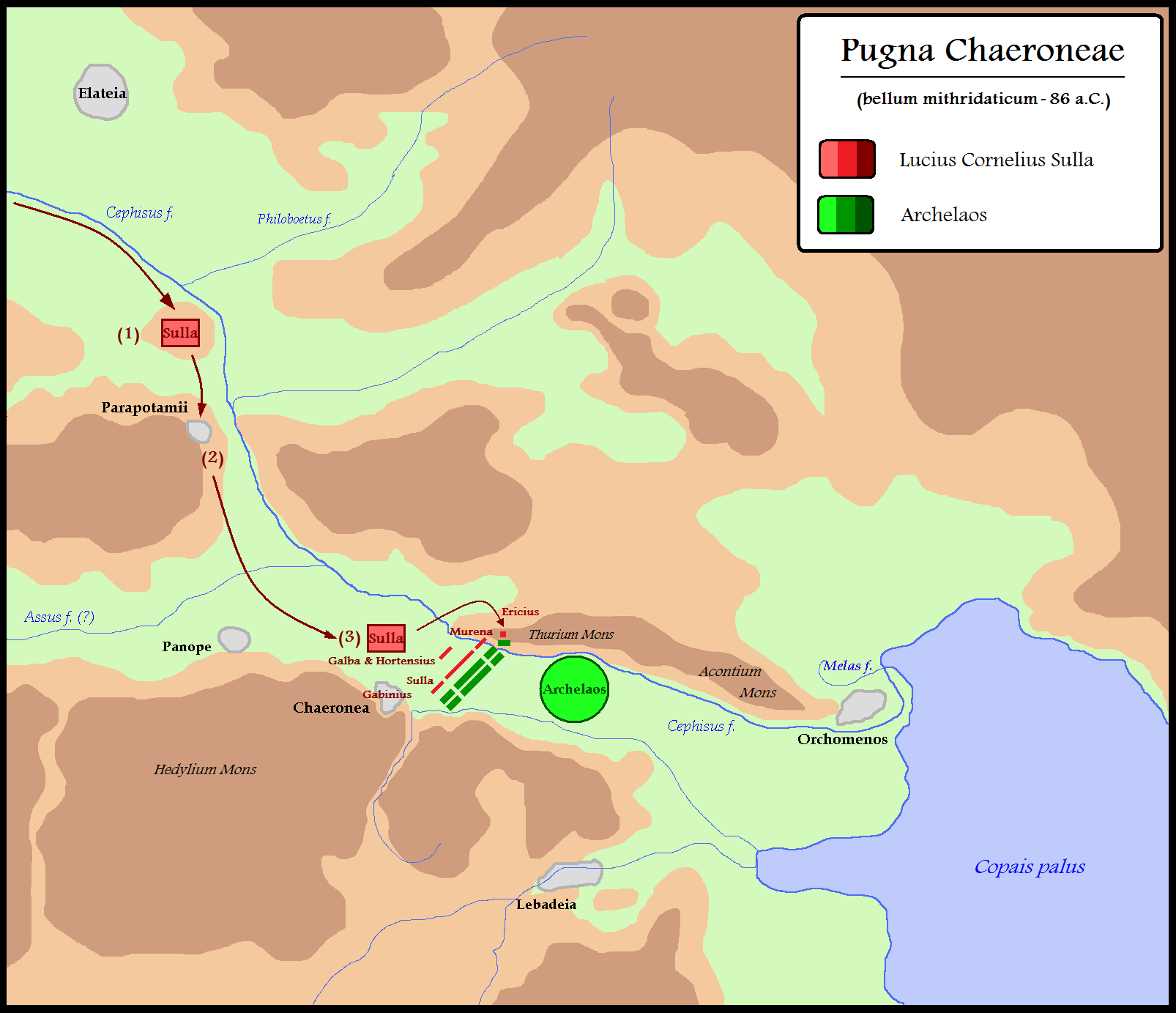
Схема битви при Херонеї

Досягнувши Фермопіл, понтійський стратег приєднав до своїх сил військо Аріарата, після чого під його командуванням виявилося 50 000 піхотинців, 10 000 вершників і 90 бойових колісниць. Сулла також об'єднався з 6-тисячним легіоном Гортензія, і командував армією чисельністю 15 000 піхоти і 1 500 кавалерії. Після цього Архелай попрямував в сторону Фокіди, і став табором у міста Херонея, розташувавши військо між пагорбами, коли його наздогнав Сулла .
Понтійській воєначальник направив в атаку кавалерію і колісниці, але це не увінчалося успіхом. Тоді в атаку пішло все військо. У перших рядах йшла кавалерія, потім 15-тисячній фаланга, набрана з звільнених македонських рабів, а потім італійські перебіжчики, озброєні за римським зразком. Кіннота розбила римські ряди, і почала їх оточення. Але Сулла разом з вершниками і двома когортами зміг відкинути понтійських вершників, які своїм відступом змішали ряди фаланги. Римська піхота почала прорубуватися крізь понтійські ряди, а велика скупченість і ландшафт остаточно вирішили результат битви. З війська Архелая вціліло 10 000 людей, які змогли досягти Халкідіки, і звідти продовжили набіги на узбережжі .
Звістка про поразку в битві при Херонеї змусила Мітрідата почати нову хвилю репресій. Першою жертвою стало плем'я галатів, чиїх тетрархів він запросив до себе на бенкет. Варвари прийшли зі своїми сім'ями, і велика їх частина була вбита прямо там. Потім настала черга острова Хіос, чий корабель під час морської битви випадково зачепив царське судно, а остров'яни підозрювалися царем в зносинах з Римом. Полководець Зеноб зібрав з мешканців контрибуцію в 2 000 талантів, а потім відвіз їх усіх з батьківщини на Чорне море . Крім цього він розіслав шпигунів в підкорені області, і активно заохочував доноси на супротивників царської персони. Всі ці новини викликали повстання в ряді міст Малої Азії, і погіршили ставлення місцевого населення до Євпатор.
13 січня 86 року до н. е. помер Гай Марій, і новим консулом став Луцій Валерій Флакк. Він був противником Сулли, і Сенат направив його до Греції, а звідти він вирішив вирушити до міста Візантій. У 85 році до н. е. в Халкіді висадилася нова 80-тисячна понтійська армія під командуванням Доріолая, що з'єдналася з Архелаєм. Після цього Беотія знову перейшла в руки Мітрідата.

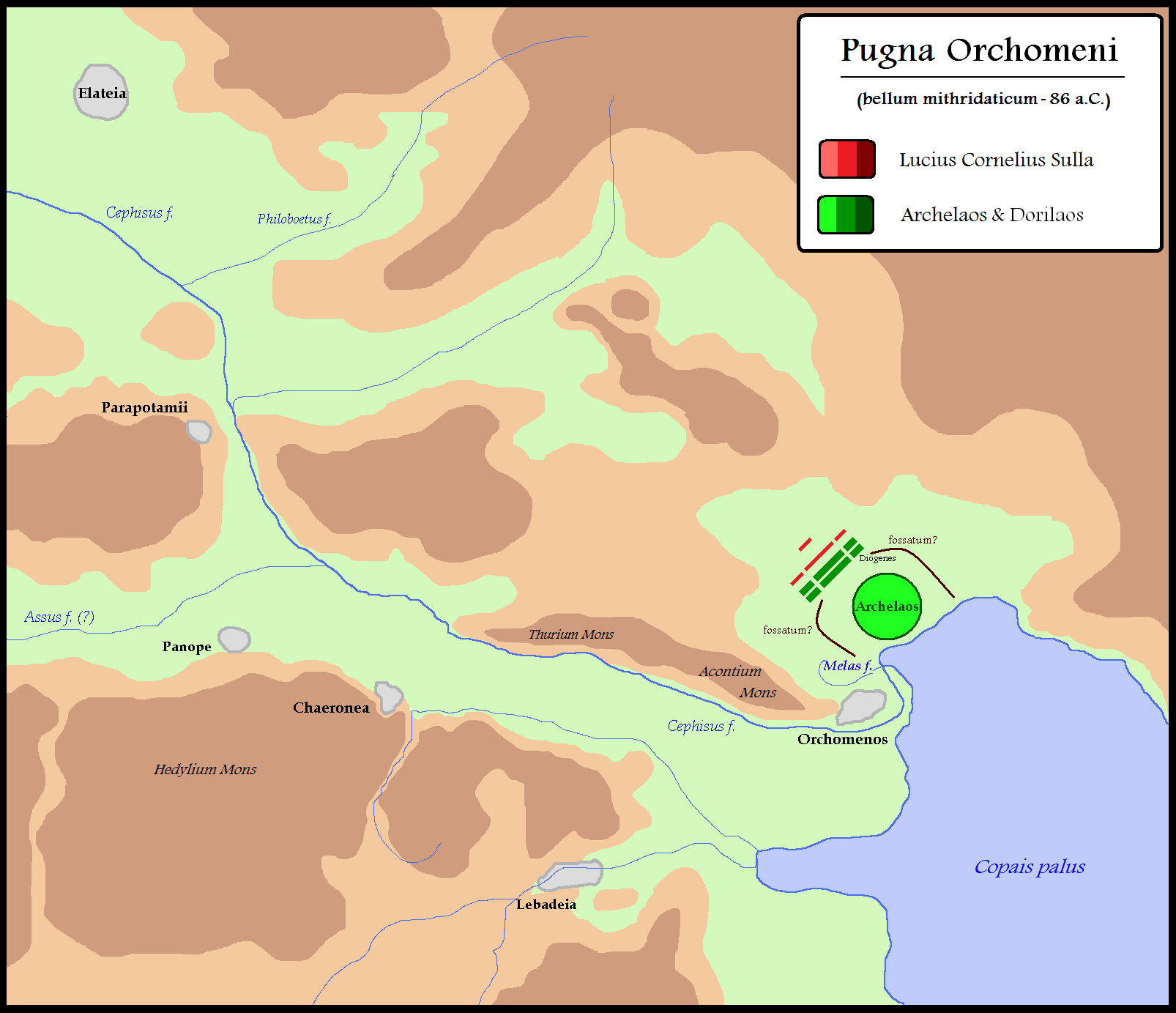
Схема битви під Орхоменом

Сулла висунувся на зустріч завойовникам, і битва між ними відбулася біля Орхомена. Місцем стала рівнина, позбавлена дерев, що тягнеться до боліт. Сулла наказав копати рів перед своїм табором, щоб позбавити понтійську кавалерію переваг, але ворожа кавалерія розігнала римських землекопів. Переслідуючи їх, вершники встигли розгромити більшу частину римського війська, і солдати кинулися тікати. Сулла зміг їх зупинити, і за допомогою двох когорт з правого флангу зміг відкинути кавалеристів . Після цього римляни знову почали копати рів, що змусило понтійців почати нову атаку, яка була відбита. За один день понтійці втратили 15 000 людей.
Наступного дня Сулла почав штурм ворожого табору, в ході якого воїни з обох сторін проявили неабиякий героїзм і мужність. Однак римляни змогли здолати противника, і Архелаю довелося бігти. В цей час до Сулли прибули представники римської аристократії, вигнані з міста його противниками, так що він коливався в питанні продовження війни .

### Дарданський мир
Флакк вирішив переправитися через Босфор до Малої Азії, але потім в ході сварки був убитий. Новий головнокомандувач Гай Флавій Фімбрія привернув на свій бік деякі місцеві поліси, після чого розгромив армію під командуванням сина Евпатора Мітрідата. Той біг до батька в Пергам, а потім вони були змушені залишити місто під натиском римлян і бігти з нього. Цар вирішив зібрати власний флот біля порту, щоб мати можливість для відступу. В цей час Лукулл зміг залучити на свою сторону Кнід, Кос, Самос, захопив Хіос і Колофон, після чого перебував поруч зі ставкою понтійського монарха. Фімбрія просив його допомогти в упійманні Мітрідата, але Лукулл відмовився допомагати представнику іншої політичної партії. Таким чином цар зміг уникнути полону, і прибув на острів Лесбос .
Дізнавшись про орхоменську поразку, цар дав наказ Архелаю укласти мир на сприятливих умовах. Сулла всією своєю душею був у Римі, але він бажав повернутися туди тріумфатором, і тому висунув жорстокі умови: понтійський флот переходив під його владу, військові витрати оплачував Понт, Мітрідат повертав всі свої завойовані землі, бранців і перебіжчиків. Стратег негайно почав виведення військ, а про решту пунктів вирішив дізнатися у свого повелителя. За цей час легіонери розграбували землі енетів, дарданів і синтів, що жили на кордоні з Македонією. Посли Діоніса повідомили про його незгоду з втратою флоту і поступкою Пафлагонії. Дізнавшись це, Сулла віддав наказ про похід в Азію, і наказав Лукуллу готувати флот. Тільки особиста участь Архелая змогла переконати його пана погодитися на мир .
У серпні 85 року до н. е. лідери протиборчих сторін зустрілися у малоазійського міста Дардан. Суллу супроводжували чотири когорти піхоти і 200 вершників, Мітрідата — 20 тис. гоплітів і 6 тис. кавалеристів . Залишивши супутників, вони прийшли до наступних умов: Понт віддавав Суллі 3 000 талантів і 80 трієр, провінція Азія поверталася до Риму, а Віфінія і Каппадокія зберігали свій колишній статус. Малоазійські міста отримували амністію, а деякі з них (Хіос, Родос, Іліум, Магнезія-на-Меандрі, кілька лікійських і карийських поселень) за опір понтійцям нагородили титулом  Друзів римського народу . Сторони відмовилися від письмовій копії договору . Після цього Сулла розгромив війська під командуванням Фімбрія і повернувся в Рим, а Діоніс направив війська в Боспор і Колхіду, що відокремилися від його володінь за час війни. Римський державний діяч вельми активно зайнявся відновленням довоєнної ситуації в регіоні. Для відновлення царів був направлений Гай Скрибоній Куріон, а Пафлагонія була розділена між місцевим царем Піломеном і Атталом. Всі реформи Євпатора були скасовані .

## Друга Мітрідатова війна

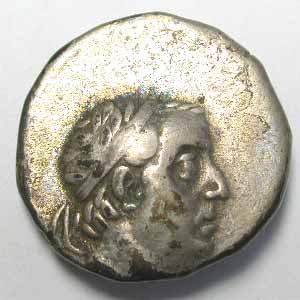
Драхма Аріобарзана I

Незважаючи на декларований сторонами обов'язок дотримуватися неписаних умов мирного договору та все ж порушення були з обох сторін. Бійці Мітрідата не покинули кілька каппадокійських фортець, а Сулла жорстоко обійшовся з полісами, які підтримали понтійців.
Замість покійного Аквілія, Сулла залишив Луція Ліцинія Мурену разом з двома легіонами. З відплиттям свого патрона, той почав готуватися до війни з Понтом, до чого його спонукав Архелай, ображений своїм повелителем і побоювався за своє життя. Перебіжчик і багато радників пропонували провести напад на Синопу, де розташовувалася царська резиденція. Але легат вирішив атакувати центральні області Понта, і восени 82 року до н. е. воїни намісника вторглися в поселення Комани, а понтіяцям, які погодились на мирний договір їх лідер відповів, що цього договору не бачив. Після розграбування околиць, він повернувся до Аріобарзана на зимівлю .
Мітрідат негайно відправив послів в римський сенат зі скаргою на свавілля намісника. А той у цей час форсував річок Галіс, і почав грабувати понтійську область Тетракосіокомум («Долину чотирьохсот селен»). Після цього римляни попрямували додому — до Галатії і Фригії. В Азії Мурену зустрів посланник Калід, який оголосив про заборону Сенату про ненапад на понтійського царя, з яким укладено договір. Але Луцій не відмовився від своїх намірів, і знову попрямував по знайомому напрямку .
Євпатор вирішив, що Рим офіційно почав нову війну, і наказав Гордію розграбувати села на іншому березі Галіса. У цьому місці розташувався табором і Мурена, але сутичка не розпочалася до приходу війська з царем на чолі. Більш численні понтійці розгромили супротивника, і Луцій біг у Фригію. Після цього Каппадокія вкотре була очищена від римських гарнізонів, а Діоніс в знак подяки приніс рясні жертвопринесення Зевсу-Воїну .
Вісті з Азії змусили Суллу відправити туди Авла Габінія з повторним наказом не починати війну з царем Понтом, і примирити його з Аріобарзаном. Ця операція пройшла досить успішно: Мітрідат видав за останнього свою чотирирічну доньку, на основі чого контрольована ним частину Каппадокії так і не перейшла в руки зятя .

## Третя Мітрідатова війна

### Підготовка
Після закінчення Другої Мітрідатової війни, навесні 80 р. до н. е. е. цар на чолі флоту відправився в Боспор, чиє населення збунтувалося проти його влади. Зламавши опір місцевого населення, Мітрідат призначив правителем цієї області свого сина Махара. Слідом за цим він ще раз спробував підкорити собі приморські племена узбережжя Північного Кавказу: зихів, геніохів і ахейців. Але в боях з ними в умовах холодної зими Діоніс втратив дві третини свого війська, і йому довелося повернутися в Понт . У Синопі він викликав до себе сина Мітрідата, який керував Колхідою. Він стратив його, підозрюючи в сепаратистських настроях. Колхіда після цього була, ймовірно, віддана в управління Махару.
Після цього в Рим були направлені посли для ратифікації мирного договору про дружбу і співробітництво. Там же виявилися посли Аріобарзана, якому тесть не повернув частину земель, хоча він і залишив північ Каппадокії. Однак переговори ні до чого не привели .
Не досягнувши гармонії з Римською республікою, Мітрідат вирішив досягти переваги в підготовленому конфлікті. У 77 р. до н. е. е. за його порадою цар Вірменії Тигран II здійснив грабіжницький набіг на Каппадокію, і вивів звідти близько 300 000 чоловік. Їх поселили в околицях столиці Тигранакерта. Посольства до скіфів, сарматів, фракійців і бастарнів уклали з ними договори про дружбу і союз. Сторону царя прийняли середземноморські пірати, які зі своїх баз в Кілікії, Кіпрі і Криті організовували напади на італійські поселення і порти .
Паралельно понтійський монарх почав переговори з Квінтом Серторієм, який організував повстання в римській частині Іспанії. Понтійські посли Фанній і Магній повідомили умови альянсу: у обмін на 3 000 талантів і 40 кораблів необхідно визнати права їх повелителя на провінцію Азія, яка по Дарданському миру залишилася за Римом. Всі члени ради призвали свого лідера підписати договір, але Квінт погодився лише на здачу Віфінії, Каппадокії і Пафлагонії, які ніколи не належали Риму і звиклі до царської влади. Але провінцію Азія він визнавав за своєю батьківщиною .
Натомість в Понт прибув колишній сенатор Марк Марій, в чию компетенцію входило перебудова і перенавчання понтійських військ за римським зразком. Було проведено переозброєння, хоча воно торкнулося тільки піхоти. Паралельно йшла найактивніше вербування найманців і залучення рекрутів з підвладних племен, а в армію Діоніса входили халіби, левкосіри, ахейці, геніохи, таври, скіфи, язиги, царські савромати, корали, фракійці, бастарни і галати. До 74 року до н. е. цар мав військо з 150 000—120 000 піхотинців, 16 000 — 12 000 вершників і 120 серпоносних колісниць. Флот міг виставити 300—400 трієр .

### Початок війни
Восени 74 р. до н. е. е. помер Нікомед Філопатор та в своєму заповіті передав Віфінію у владу Римської республіки. Однак у покійного були діти від шлюбу з Ніссою (син Лікомед і дочка Нісса), яких через її зраду він оголосив незаконними . Мітрідат встав на захист прав внучатого племінника на престол, і до 73 р. до н. е. е. міста Віфінії і Мізії визнали нову владу .

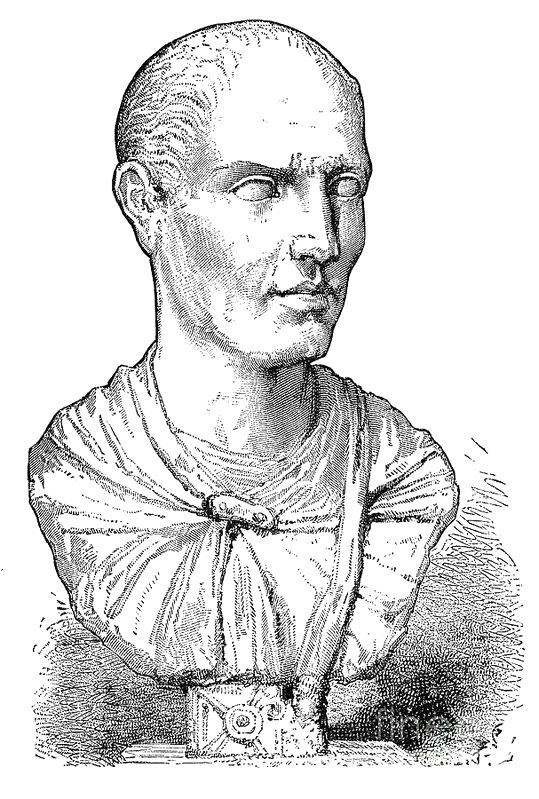
Луцій Ліциній Лукулл

Паралельно син царя Діофант знову окупував Каппадокію, тим самим прикривши Понт з півдня і забезпечивши повідомлення з Кілікійськими піратами. Частина понтійської армії, на чолі з Евмахом і Марком Марієм, вторглася у Фригію і Пергам, де багато міст перейшли на їхній бік. Але через опір галатів і нечисленних римських загонів (одним з яких командував Гай Юлій Цезар) бої в Пергамі йшли з перемінним успіхом .
Командувачем римськими військами в провінції Азія був призначений Луцій Ліциній Лукулл, в той час як армією в Віфінії керував консул Аврелій Котта . Останній і став метою Мітрідата, що блокував його в місті Халкедон як з суші, так і з моря. Аврелій не став чекати допомоги Лукулла, і в ході бою його армія була повністю розбита, близько 8 000 воїнів залишилися на полі бою. Після цього міська гавань була взята понтійськими військами приступом, в ході якого їх втрати склали 730 чоловік. Римляни втратили 5300 чоловік убитими і 4500 полоненими, було втрачено 64 корабля (4 згоріло, а 60 були захоплені) .
В цей час претор Марк Антоній був спрямований на боротьбу з піратами. Підійшовши до Криту, він зажадав у місцевих жителів припинити надавати допомогу морським розбійникам і Понтійському царству. Отримавши відмову, римляни зійшлися з критськими моряками в морській битві, яку програли. Прив'язавши полонених римлян до вітрил і якірних ланцюгів, острів'яни повернулися в свої гавані. Претор був полонений, і помер через два роки .

### Перелом
З літа 73 р. до н. е. е. увагу царя привернуло приморське місто Кізік, один з найбільш дієвих союзників римлян в регіоні. Захоплення цього міста, в якому було 2 гавані і 200 корабельних доків, могло мати істотний вплив на подальший хід війни. Понтійці відразу захопили азійські передмістя, після чого частково переправилися на острів Кізік. Таким чином облога велася з моря і суші. На допомогу місту прибув Лукулл з 30 000 піхотинцями і 1600 вершниками, що було набагато менше армії Понта .
Представник Серторія Люцій Магій, знаючи про вбивство свого лідера, то вів таємні переговори з Лукуллом. Отримавши від нього гарантії безпеки, він переконав Мітрідата не перешкоджати римлянам, коли ті займали гору поруч з містом. Оволодівши нею, вони змогли блокувати підвіз провіанту в понтійський табір по суші .
З урахуванням цих подій, цар зважився на великомасштабний штурм Кізіка. Маючи чисельну перевагу, понтійці відокремили гавань подвійною стіною і оточили ровами інші райони. Були створені численні насипи і виготовлені облогові машини, вежі, «черепахи» для таранів. Перед атакою на кораблях були підвезені 3000 полонених городян, які благали пощадити їх і здати місто. Але командуючий обороною Пісістрат велів зі стіни оголосити про те, щоб вони терпляче несли свою долю, раз потрапили в полон .
Однак численні атаки не змогли змінити положення обложених. Зима позбавила зв'язку з морем, і в армії Мітрідата почався масовий голод, а потім і чума. Цар сподівався взяти Кізік за допомогою підкопів, але городяни змогли знищити їх. Після цього вночі Євпатор біг на кораблях в Парос, направивши військо в Лампсак.
Війська римлян швидко опанували Віфінією, а флот розгромивши понтійців в Егейському морі, зміг вийти в Понт Евксінський. Мітрідат розташував гарнізони в суміжних містах, то після чого відійшов до міста Кабіра у внутрішніх районах Понта. Звідти він розіслав послів до Тиграна, своєму синові Махару і скіфам, паралельно стягуючи війська і вербуючи місцеве населення .
До зими 72 року до н. е. правитель зміг зібрати військо з 40 000 піхотинців і 4000 вершників, і навесні 71 року римляни вторглися в Понт. У битві при Кабірі через самовпевненість атаки понтійської кавалерії римляни змогли здобути перемогу. Цар вирішив відступати в Коману, а прибувши в місто відправив свого євнуха Вакхіда в Євпаторію з наказом вбити своїх сестер, дружин і наложниць, так як вважав цю війну програною. Серед убитих виявилися його сестри Роксана і Статіра і дві дружини — Береніка і Моніма. Після цього війська Лукулла зайнялися облогою численних понтійських міст і фортець, яка тривала з 71 по 70 рр. до н. е. В цей час Мітрідат знаходився в Вірменії, у свого зятя Тиграна II .

### Вступ у війну Вірменії

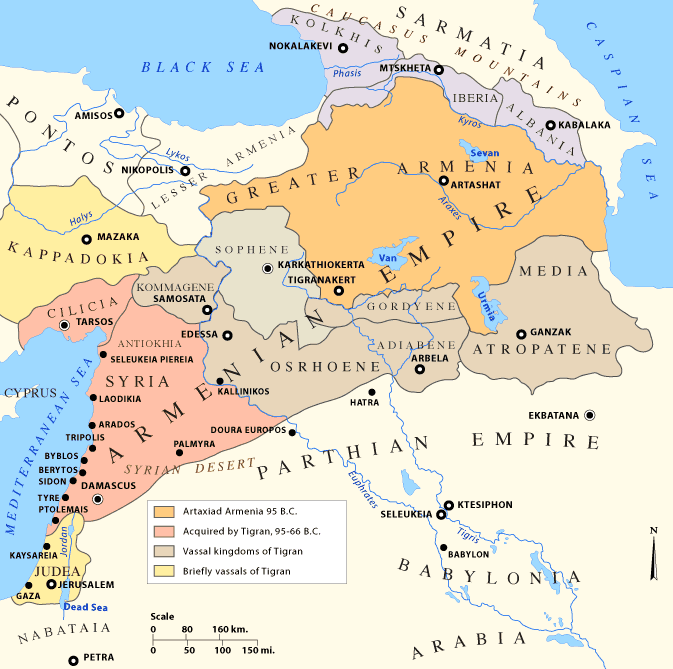
Велика Вірменія за Тиграна II

Взимку 71/70 років до н. е. Лукулл відправив посла до Вірменії, вимагаючи видачі Мітрідата. Тигран відповів відмовою, а в разі війни обіцяв дати відсіч. Римський полководець змушений був готуватися до нової війни . До 69 року до н. е. римляни взяли останні понтійські міста, учасники опору — Гераклею, Синопу і Амасію. Тим часом Мітрідат вже рік і вісім місяців провів у вірменського царя, але останній так і не зустрівся з ним особисто. Тепер загроза війни з Римом змусила Тиграна погодитися на зустріч з Мітрідатом. Після триденних переговорів вірменський цар надав йому 10 тисяч вершників, з якими він рушив до понтійського кордону. Однак Лукулл випередив союзників .
Вірменський цар не очікував, що римляни нападуть першими, і віснику, що повідомив про їх вторгнення наказав відрубати голову. Після того, як його придворний Мітробарзан повідомив про те, що римляни вступили до Вірменії, то він був відправлений з двома тисячами вершників і численною піхотою назустріч Лукуллу. Вірмени зазнали поразки, а Мітробарзан загинув .
Вражений розгромом Мітробарзана, Тигран попрямував углиб Вірменії збирати нові війська. Багате місто Тигранакерт було обложене Лукуллом. Тигран просив допомогу союзників і васалів. Понтійці Таксілл і цар Мітрідат радили Тиграну ухилятися від бою і вимотувати римлян набігами кінноти, але вірменський цар вирішив дати бій біля Тигранакерта. Побачивши нечисленне римське військо, цар зауважив:  "Якщо це посли, то їх багато; якщо ж вороги, то їх надто мало  " . Незважаючи на чисельну перевагу, вірмени були розгромлені .
Після цього Мітрідат прийшов до Тиграна і отримав верховне командування в цій війні. Він зібрав численне військо, яке складалося в основному з вірменів. Тим часом Лукулл опанував Тигранакертом і вирішив залучити на свою сторону парфян, щоб вони напали на Велику Вірменію, але парфяни відмовилися. Лукулл збирався почати похід в Парфію, але бунт солдатів змусив його відмовитися від цього наміру. Тоді римський полководець рушив до Артаксаті і на підступах до міста розбив вірмен. Подальшому просуванню римлян завадила рано наступивша зима. Лукулл повернув назад і взяв Нісібіс, де і став табором на зиму .

### Контрнаступ Мітрідата
Взимку 68/67 року до н. е. Мітрідат з 4 000 понтійцями і 4 000 вірменськими вершниками вступає на територію Понта. Він з ходу атакує легата Флавія Адріана і в дводенному бою завдає поразки римлянам, які відступають в Кабір. Останніх врятувало від розгрому лише поранення царя. Поки скіфські лікарі лікували його, а до римлян підійшло підкріплення під командуванням Гая Валерія Тріарія. Після кількох сутичок обидві армії розійшлися на зимові квартири .
Навесні 67 року до н. е. Лукулл рушив в Понт, залишивши Вірменію. Дізнавшись про це, Мітрідат перейшов в наступ на Тріарія. В Битві при Зеле римляни зазнали тяжкої поразки. Однак і на цей раз римлянам допоміг випадок: раб-римлянин поранив Мітрідата, і на час натиск понтійців був припинений .
Лукулл підійшов до табору понтійців. У невеликій сутичці понтійська кіннота взяла гору над римлянами. У війську Лукулла наростало невдоволення триваючою війною. Сенат також був незадоволений цим, то призначає командувачем у війні проти Мітрідата консула Манія Ацилія Глабріона і оголошує про демобілізацію солдат. Звістка про це остаточно підірвало дисципліну у військах .
Мітрідат з Малої Вірменії вторгся в Каппадокію і зайняв більшу її частину, а звідти — в Понт, звідки вигнав римські гарнізони. В результаті римляни втратили майже всі досягнення попередніх років війни. Втім становище Мітрідата було набагато гірше, ніж на початку війни. Він остаточно втратив західнопонтійські міста, Боспор і Колхіда відпали від царя. Понтійські ж міста були розорені. Економічний стан Понтійського царства залишалося важким. Тому Мітрідат відправив послів до нового командувача, Гнея Помпея, з мирними пропозиціями. Однак той зажадав беззастережної капітуляції. Прийняти такі умови Мітрідат не міг і змушений був готуватися до нової кампанії .

### Війна з Помпеєм

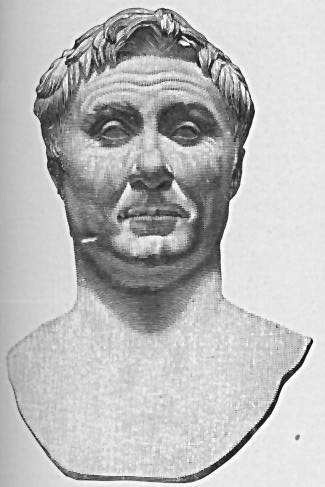
Гней Помпей

Навесні 66 року до н. е. Помпей вступив в командування і почав готуватися до наступу. Для того, щоб отримати час для збору військ, він відправив послів до Мітрідата і парфянського царя Фраата. У цей час при дворі парфянского царя жив син Тиграна, Тигран Молодший, який намагався захопити владу в Вірменії, але зазнав поразки і втік до Парфії. Той факт, що він був сином Тиграна від Клеопатри, дочки Мітрідата Євпатора, викликав погіршення відносин між вірменським та понтійським царями. З огляду на це, Фраат вирішив укласти союз з римлянами і напасти на Вірменію 
Отримавши відмову Мітрідата від беззастережної капітуляції, Помпей виступив проти нього з 40-50-тисячною армією. Сили Мітрідата становили 30000 піхотинців і 3000 вершників. Перше зіткнення між вершниками Помпея і Мітрідата закінчилося на користь римлян. Понтійський цар був змушений відступити. У гори Дастейра Мітрідат зупинився і зміцнив свій табір. Помпей обложив його табір, в понтійському таборі почався голод, але через 45 днів понтійцям за допомогою хитрості вдалося піти . Римляни нагнали Мітрідата на третій день і відрізали йому шлях до відступу. Наступного дня Помпей пішов в наступ. Внаслідок неорганізованості і відсутності дисципліни понтійці зазнали нищівної поразки .
Мітрідат втік з трьома вершниками до фортеці Синор, де незабаром зібралися 3000 воїнів. При наближенні римлян він взяв свою скарбницю, що зберігалася в цьому місті, і рушив до Євфрату. Однак Тигран наказав схопити послів Мітрідата, а за його голову призначив нагороду в 100 талантів. Тоді Євпатор вирішив відступити до Колхіди. Сам він рушив до Діоскурії, а частину війська залишив в невеликих фортецях, щоб затримати наступ противника. Тим часом Помпей в Вірменії з'єднався з загоном Тиграна Молодшого, і об'єднані війська, які просувалися до Арташаті. Однак вірменський цар прибув до табору Помпея і зняв перед римським полководцем тіару, а той запропонував досить м'які умови миру, за якими цар зобов'язався виплатити контрибуцію і залишався правити власне вірменськими землями .
Після цього римський полководець рушив в погоню за Мітрідатом. Однак від цього його відволікли напади місцевих племен — албанів і іберів. Тим часом понтійський цар був уже поза його досяжністю, за Кавказьким хребтом. Переконавшись в цьому, а також отримавши звістку про повстання Албанії в тилу, Помпей повернув на південь .

## Смерть
З Діоскурії Мітрідат рушив уздовж узбережжя на північ. Племена які там жили, не чинили йому перешкод і пропустили через свою територію. Уклавши союз з вождями племен на схід від Криму, він рушив на Боспор. Отримавши звістку про це, бунтівний син Мітрідата, Махар, втік з Пантікапея і покінчив життя самогубством .
До літа 65 року до н. е. Мітрідат повернув собі Боспорське царство. Він відправляє послів до Помпея з мирними пропозиціями, але той знову зажадав беззастережної капітуляції. Мітрідат починає масштабні приготування до нового походу проти римлян. Однак сільське господарство, ремесла і торгівля Боспора знаходилися в занепаді через морську блокаду римлян. Мітрідат, наслідуючи Ганнібалу, сподівався вторгнутися в Італію через землі союзних йому сарматів, даків і галлів, по шляху набираючи серед них величезну армію для вторгнення .
До осені 64 року до н. е. військо Мітрідата досягло 36 тисяч чоловік. Але боспорці і ветерани Мітрідата не хотіли продовження війни і далекого походу в Італію. Розуміючи хиткість свого становища, Мітрідат починає розставляти в містах варварські гарнізони, але це остаточно підриває довіру боспорців до нього. Першою повстала Фанагорія, потім відмовилися підкоритися Мітрідату Херсонес, Феодосія, Німфей. У Фанагорії народ осадив і підпалив міську фортецю, де перебували діти царя — Артаферн, Дарій, Ксеркс, Оксатр і Євпатора. Всі вони здалися натовпу, лише дочка Клеопатра чинила опір і змогла за допомогою батьківських кораблів покинути місто. У серпні 2013 року в ході розкопок, проведених російськими археологами, в Фанагорії на місці акрополя були знайдені сліди пожежі та мармурова надгробна плита, присвячена наложниці царя Гіпсікратії, та судячи з усього загиблої під час народних заворушень.
Тим часом в оточенні Мітрідата зріла змова на користь його сина Фарнака. Змова була розкрита, Фарнак схоплений, але після умовлянь стратега Менофана цар відпустив сина. Після цього Фарнак наважується на відкритий заколот проти батька . Місцеве військо разом з римськими перебіжчиками в Пантікапеї повстало на користь його сина, то якого навіть встигли коронувати замість діадеми пурпурною стрічкою взятою з храму . Намагаючись уникнути полону, правитель прийняв отруту, але вона не подіяла через вироблений з дитинства імунітет. Тоді Мітрідат попросив свого охоронця і друга галла Бітоіта вбити себе мечем. Звістка про загибель його супротивника наздогнала Помпея під час походу на Петру, і дуже сильно втішила римське військо. Повернувшись в Аміс, полководець отримав дари від Фарнака, серед яких були трупи представників царської династії і самого Мітрідата. Тіло царя сильно пошкодилося при бальзамуванні через залишений в ньому мозок, так що його особу змогли встановити тільки з бойових шрамів. Помпей не наважився поглянути на монарха, і наказав відіслати труп в Синоп.

## Спадщина
Мітрідат VI все своє життя продовжував політику своїх предків, які прагнули повернути владу над втраченими в минулому землями, та для чого виставляв себе захисником еллінізму. Але на цьому шляху його чекав неминучий конфлікт з Римською республікою, готуючись до якого Євпатор на словах залишався її вірним другом і союзником. В ході внутрішньої політики він активно розширював володіння полісів і їх привілеї як в своїх володіннях, так і на завойованих територіях. Цим він привертав до себе середній і малозабезпечений клас городян, відштовхуючи від себе аристократію. Боротьба з нею і прийдешні війни змушували його зробити своєю основою царське землеволодіння, і для чого поряд з містами розміщувалися військові поселення і колонії, а в самих поселеннях починали правити вірні царю тирани і сатрапи. Втілення цих кроків відвернуло від Мітрідата населення античних полісів, що зробило його основним пріоритетом лише захоплення нових земель .
Створена Мітрідатом держава з самого початку була приречена на недовговічне існування, бо її єдиним елементом була фігура царя. Крім цього йому так і не вдалося знайти по справжньому вірних союзників, а недооцінка Риму залишала єдиним результатом збройне протистояння . У військовому плані Євпатору вдавалося перемагати тільки схожі за типом армії малоазійських правителів і ополчення римської провінції Азія, але проти професійних легіонів його військо нічого не могло зробити .
Щоб виключити можливу загрозу з боку Понта, частина земель перейшла у власність римської провінції Віфінія-Понт, інші володіння в Малій Азії діставалися ставленикам республіки, яка не мала ніякого зв'язку з Мітрідатідами і Ахеменідами (пафлагонські династи, галатські тетрархи). Фарнаку II діставалося тільки Боспорське царство і Херсонес Таврійський за винятком Фанагорії, що стала незалежним містом. Помпей не відмовився від політики свого ворога по відношенню до полісів: він віддав їм більшу частину царських земель і податків, і одночасно вводив посаду цензора, який стежив за органами місцевого самоврядування. Але ім'я Мітрідата залишилося в пам'яті місцевого населення, яке підтримало в 48 році до н. е. невдалу спробу Фарнака II повернути собі володіння батька в Малій Азії .

## Особистість
Мітрідат VI Євпатор відрізнявся суперечливим характером, поєднуючи в собі риси підвладних народів: любов до мистецтва і освіченість поєднувалася в ньому зі східною підступністю і нещадною жорстокістю до своїх противників. Володіючи надзвичайною фізичною силою, він міг на рівних змагатися з професійними воїнами, вершниками і колісничими .

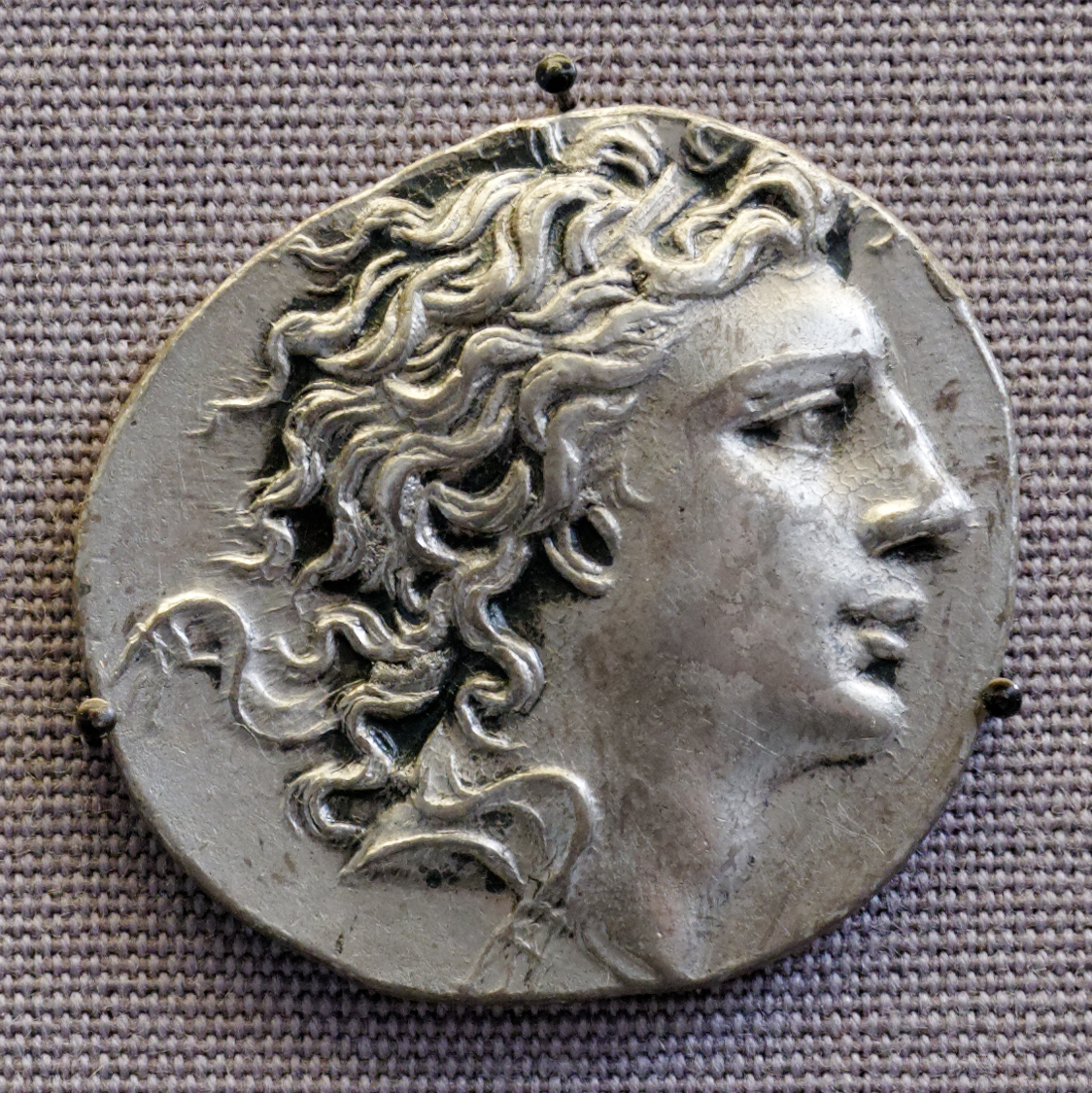
Тетрадрахма Мітрідата VI

Мітрідат відрізнявся болючою підозрілістю і вважав себе оточеним змовниками . За його наказом були вбиті його сини Аріарат і Ксіфар, кілька дружин і дочок, а протягом царювання Євпатора проти його влади виступали сини Махар і Фарнак.
Цар виділявся своєю освіченістю. Знання мов усіх народів Понтійського царства (22-25 різних діалектів) дозволяло йому вільно спілкуватися зі своїми підданими. Ще в юності Мітрідат почав вивчати отруйні рослини, а тому зміг виробити імунітет до їх дії. Також цар був серйозним колекціонером, особливу увагу приділяв гемам, хоча в його колекції знаходилися ложе Дарія Великого і плащ Александра Македонського . Крім цього він захоплювався елліністичною культурою і музикою. Мітрідат VI мав відразу два прізвиська: Євпатор (дав.-гр. Εὐπάτωρ) — «народжений славним батьком», і Діоніс (дав.-гр. Διόνυσος). Останнє ім'я має нагоди з раннього дитинства царя: в його колиску вдарила блискавка, яка запалила пелюшки, але не нашкодила дитині. Це нагадувало міф про давньогрецького бога Діоніса, а на пам'ять про цю подію у правителя залишився маленький шрам на лобі .

## Релігія
Мітрідат добре розбирався в релігійних обрядах греків , хоча сам до кінця життя сповідував зороастризм . Є відомості, що він поклонявся Зевсу-Воїну, запалюючи багаття на вершині пагорбів .

## У культурі
- Гай Саллюстій «Лист Мітрідата»
- Жан Расін «Мітрідат» (1672).
- Алессандро Скарлатті опера «Мітрідат Євпатор» (1707).
- Вольфганг Амадей Моцарт, «Мітрідат, цар Понтійський», опера на сюжет трагедії Расіна (1770).
- Клугер Д. М. «Жорстке Сонце» (1989)
- Колін Маккалоу «Битва за Рим» (1991)
- Бродський Й. О. «Каппадокія» (1993)

## Цікаві факти
Цар використовував отруйний мед з квітів понтійського рододендрону у бойових цілях. Він наказав залишити стільники з медом на шляху підступаючої римської армії на чолі з Помпеєм Великим у 65 р до н. е. Притлумнених медом римських солдатів вирізала армія Мітрідата.
У місті Керч є пам'ятник Мітридату Євпатору. Також на його честь названо вулицю.